# Рани мраз (албум)
Рани мраз је дванаести и последњи студијски албум новосадског кантаутора Ђорђа Балашевића.
Наслов албума се односи на Балашевићеву некадашњу музичку групу Рани мраз. Поднаслов /прича о Васи Ладачком.../ музика из неснимљеног филма се односи на филм који су Балашевић и глумац Љубиша Самарџић намеравали снимити по песми „Прича о Васи Ладачком“. Сарадња је због неслагања пропала, а Самарџић и Балашевић после тога су режирали сваки свој филм: Јесен стиже, Дуњо моја (2004.) и Као рани мраз (2010.).
Албум с акустичним фолк рок песмама сличан је албуму На послетку... из 1996. године. На њему је изашла нова верзија песме „Прича о Васи Ладачком“ – трећа после албума Одлази циркус (1980.) и Остаће округли траг на месту шатре (2002.) – заједно с акустичном инструменталном верзијом званом „Причица о Васи Л.“. Песму „Малиганска“ Балашевић је написао на почетку каријере, а пре њега већ ју је снимила новосадска група Апсолутно романтично 2003. године под именом „Ђолетова песма“. Чланови ове групе, браћа Зоран и Петар Алвировић, сарађивали су на албуму као гитариста и пратећи вокал. На омоту је најстарија ћерка Јована.
2 месеца након издања, албум је био продат у тиражу од 14.550 примерака, а на самом крају 2004, албум је био продат у 26.550 примерака.

## Песме
Све песме је написао Ђорђе Балашевић.
1. Причица о Васи Л. – 3:17
2. Ацо-Брацо – 4:25
3. Чивутски врт – 5:14
4. Кере Варошанке[8] – 4:40
5. Лађарска серената – 3:27
6. Боже, Боже... – 6:28
7. Галициа – 4:46
8. Твој Неко – 5:30
9. Малиганска – 5:50
10. Ја Бас, канда, знам? – 5:50
11. Пред задљи снег – 3:57
12. Као рани мраз – 4:37
13. Прича о Васи Л. – 7:34

## Музичари
- Ђорђе Балашевић – вокал
- Александар Дујин – клавир
- Драган Ивановић – бас
- Петар Радмиловић – бубњеви
- Игнац Шен - виолина, вокал у песми „Твој Неко”)
- Андреј Магловски – хармоника
- Зоран „Кина” Алвировић – гитара, вокал у песми „Боже, Боже...”, пратећи вокал
- Душан Безуха - гитара
- Габор Бунфорд - кларинет
- Шандор Жадоњи - цимбал
- Тимеа Калмар - виолончело
- Бени Чибри - контрабас у песми „Као рани мраз”
- Стеван Мошо - прим у песмама „Галициа”, „Пред први снег” и „Кере Варошанке” / „Ја Вас, канда, знам”
- Даниел Давчик - канта за млеко у песми „Малиганска”
- Миле Николић, Цвета Сладић и Душко Петровић - бас прим, други бас прим и прим у песмама „Прича о Васи Л.” и „Твој Неко”
- Агота Виткаи-Кучера - сопран у песми „Твој Неко”
- Хор Светог Ђорђа - у песми „Прича о Васи Л.”
- Петар „Пера” Алвировић - пратећи вокал

## Пријем
Хрватски портал Монитор је писао како је Балашевићев песнички, певачки и интерпретативни интегритет, отпор тренутним трендовима и количину емитоване позитиве, додајући да је ретко који аутор одржао током свих ових бурних, просјачких и пиратских година на музичкој сцени Западног Балкана.

## Топ листе
| Листа | Највиша позиција |
| ----- | ---------------- |
| Борба | 2                |

## Занимљивости
1. Мелодија је иста у песмама Кере Варошанке и Ја Вас, канда, знам.[11]
2. РТС је 2004. године снимао емисију под називом Док је нама нас поводом промоције албума. Осим што је певао песме са овог албума, на репертоару су биле и песме из претходних година.

## Обраде
Кере Варошанке и Ја Вас, канда, знам - Бензина, Масимо Савић